# もう来る頃…
『もう来る頃…』（もうくるころ）は、シンガーソングライターさだまさしが2012年6月13日に発表した、ソロ37枚目、グレープ時代から通算すると41枚目のオリジナル・アルバムである。

## 概要
さだのデビュー40周年記念アルバム。前作の後、先にシングルで発売されている曲はないため、全曲が新作のアルバムである。「きだまきしとTake It All JAPAN」（きだまきしとテキトー・ジャパン）名義の『大変なンすからもォ。』と同時発売された。ジャケットは『予感』『Sada City』に引き続いて、さだの友人のイラストレーター・おぐらひろかずが担当している。
セールス的にはオリコンチャート初登場9位となり、前々作『予感』以来2年ぶりにトップ10入りしている。

## 収録曲
1. もう来る頃…
本アルバムのタイトル曲。2012年6月からのNHK『今夜も生でさだまさし』オープニング・テーマ曲。
2. 空になる
NHK BSプレミアム 『にっぽん百名山』テーマソング。タイトルは「そらになる」と読み、「からになる」ではない。編曲は久しぶりの起用となる服部隆之。ライナーノートには服部がさだがデビュー40周年と聞いて「俺は何をすればいいんすか!?」と訊いてくれたので「アレンジを押しつけた」、と記されている。
3. 糸遊
後述の「あなたへ」と共に、友人である岩崎宏美のために書いた曲で、岩崎のシングル『あなたへ〜いつまでも いつでも〜』に収録された。
4. かすてぃら
2009年に他界した父・佐田雅人との思い出を描いたさだの小説『かすてぃら 僕と親父の一番長い日』（2012年）にちなんだ楽曲。
5. 題名のない愛の唄
松崎しげるデビュー40周年記念アルバムの楽曲の一つとして、さだが詞を書いたもの。曲はシェトランド民謡となっているが、倉田信雄が調べたところによれば、1970年頃にシェトランド在住のヴァイオリン奏者トム・アンダーソンが作曲したものという可能性もある、とライナーノートには書かれている。
6. TOKYO HARBOR LIGHT
パーカッション奏者木村"キムチ"誠の曲にさだが詞を付けたもの。倉田が1970年代から1980年代のAORをイメージした編曲を付けている。
7. 一万年の旅路
「人はどこから来てどこへ行くのだろう」という、さだが繰り返し取り上げて来たテーマのひとつを歌っている。ライナーノートには「この曲を笑福亭鶴瓶に捧げる」と書かれている。
8. 白秋歌
「秋の歌」。北原白秋の歌という訳ではないとライナーノートに書かれている。日本香堂「青雲クリーン」（心のケータイ）のCMソングに起用された。
9. あなたへ
友人である岩崎宏美のために書いた曲だが、ディスク収録・発売はさだの方が先であり、岩崎のシングル『あなたへ〜いつまでも いつでも〜』は同年10月3日にリリースされた。
10. SMILE AGAIN
元は1991年に制作された楽曲。同年に発生した雲仙普賢岳の噴火災害の被災者へのメッセージソングとして『第42回NHK紅白歌合戦』で歌われ、翌1992年にさだのチャリティー・コンサート「夏・長崎から」の参加者一同によるライブ・レコーディングという形でシングル化されている。本アルバム収録バージョンは東日本大震災からの復興への願いを込めて改めてスタジオ・レコーディングされた。ライナーノートは「再び笑える日が『もう来る頃…』と信じて。」と結ばれている。

## 作詩・作曲・編曲
- 作詩：さだまさし[1]
- 作曲：以下の2曲をのぞく全曲さだまさし
  - 「題名のない愛の唄」　作曲：TRADITIONAL
  - 「TOKYO HARBOR LIGHT」作曲：木村"キムチ"誠
- 編曲：
  - 「もう来る頃…」「題名のない愛の唄」「TOKYO HARBOR LIGHT」「白秋歌」　編曲：倉田信雄
  - 「糸遊」「かすてぃら」「一万年の旅路」「あなたへ」「SMILE AGAIN」　編曲：渡辺俊幸
  - 「空になる」　編曲：服部隆之

## 主な参加ミュージシャン
- ボーカル、ヴァイオリン、アコースティックギター：さだまさし
- アコースティック・ギター：石川鷹彦、田代耕一郎、古川昌義
- エレキギター：松原正樹、
- ピアノ、シンセサイザー：倉田信雄
- ベース：岡田治郎、平石カツミ
- ドラムス：島村英二
- パーカッション：木村"キムチ"誠
- ストリングス：篠崎正嗣ストリングス、今野均ストリングス、RUSH by TAKASHI KATO
- コーラス：比山貴咏史、木戸やすひろ、佐々木久美、斉藤妙子

## 参考資料
- 『もう来る頃…』 ブックレット